# 小金井権三郎
小金井 権三郎（權三郎、こがねい ごんざぶろう、1856年（安政3年8月） - 1925年（大正14年）7月26日）は、日本の政治家。衆議院議員（1期）。

## 経歴
越後国古志郡長岡(のち新潟県古志郡長岡本町→長岡町、現・長岡市)生まれ。慶應義塾で学ぶ。巡査、小学校教員、時事新報社社員、写真用品製造(株)取締役となる。
1892年の第2回衆議院議員総選挙において新潟5区から自由党所属で立候補したが落選。1894年9月の第4回衆議院議員総選挙で当選した。衆議院議員を1期務め、1898年3月の第5回衆議院議員総選挙では自由党から出馬したが次点で落選した。同年8月の第6回衆議院議員総選挙では憲政党から出馬したが落選した。1925年に死去した。

## 親族
- 弟・小金井良精 - 解剖学者、東京帝国大学医学部教授。